# تماس (فیلم ۲۰۰۲)
تماس یا لمس (به انگلیسی: The Touch) یک فیلم سینمایی در ژانر رزمی، اکشن و ماجراجویی محصول سال ۲۰۰۲ سینمای هنگ کنگ به کارگردانی پیتر پائو است. بازیگران میشل یئو، بن چاپلین و ریچارد راکسبرا هستند. این آخرین فیلم آهنگساز باسیل پولدوریس می‌باشد.
دی وی دی این فیلم در سال ۲۰۰۳ تا ۲۰۰۵ در کشورهای مختلف اروپایی از جمله آلمان، هلند، اسپانیا و روسیه منتشر شد.

## پیوندها و منابع
- The Touch در بانک اطلاعات اینترنتی فیلم‌ها (IMDb)

1. ↑  Company Credits,The Touch (2002) - IMDb, retrieved 2019-04-17
2. ↑  The Touch (2002) - IMDb, retrieved 2019-04-17